# Hausruckviertel
Hausruckviertel sau Hausruckkreis este una din cele patru regiuni istorice din Austria Superioară, ale cărei graniți actuale s-au conturat prin secolul XIX. Regiunea se învecinează la sud-vest cu Bavaria, granița fiind alcătuită de râul Traun. Hausruckviertel se află situat relativ central în landul Austria Superioară. Regiunea se învecinează cu districtele Braunau, Ried im Innkreis și  Schärding. Hausruckviertel poartă numele lanțului prealpin Hausruck. Regiunea se află în zona orașului Wels și cuprinde districtele Wels-Land, Eferding, Grieskirchen și Vöcklabruck. Cu noua împărțire administrativă a regiunii orașele Linz, Eferding, Wels și Steyr nu mai aparțin de Hausruckviertel.